# ID3

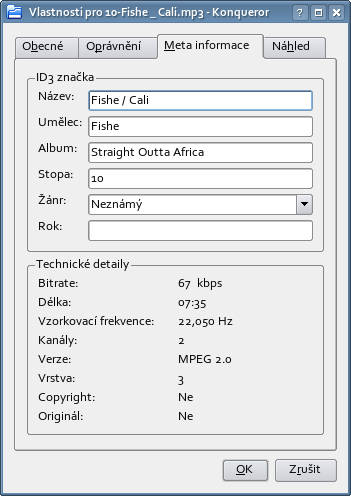
Przykład danych ID3 w środowisku graficznym KDE 3

ID3 – kontener multimedialny przechowującym dodatkowe informacje o pliku audio takie jak: tytuł, artysta, album, numer utworu i inne.
Pierwotnie pliki mp3 zawierały jedynie podstawowe informacje o pliku. Rozwiązanie tego problemu było dodanie na końcu pliku 128 bajtów dodatkowych danych, które pozwalały na opis zawartości pliku.
Pierwsza wersja ID3v1 została umieszczona na końcu pliku mp3. Prawdopodobnie aby zminimalizować szansę wystąpienia problemów podczas dekompresji pliku.

## ID3v1
Pierwsza wersja ID3(v1) zawierała następujące informacje:
| pole      | wielkość  |
| --------- | --------- |
| nagłówek  | 3 znaki   |
| tytuł     | 30 znaków |
| artysta   | 30 znaków |
| album     | 30 znaków |
| rok       | 4 znaki   |
| komentarz | 30 znaków |
| gatunek   | 1 bajt    |

Pole nagłówka zawiera słowo TAG w celu łatwego odnalezienia początku kontenera. Jeśli długość wpisu w danym polu jest mniejsza niż maksymalna liczba znaków, to pole musi być uzupełnione odpowiednią liczbą zer.

## ID3v1.1
W 1997 roku Michael Mutschler dokonał poprawki standardu poprzez zakończenie pola komentarz dwoma bajtami, które wykorzystał do zapisu numeru utworu.
| pole         | wielkość  |
| ------------ | --------- |
| nagłówek     | 3 znaki   |
| tytuł        | 30 znaków |
| artysta      | 30 znaków |
| album        | 30 znaków |
| rok          | 4 znaki   |
| komentarz    | 28 znaków |
| bajt zerowy  | 1 bajt    |
| numer utworu | 1 bajt    |
| gatunek      | 1 bajt    |

Bajt zerowy zawiera binarne zero, jeśli numer utworu jest zapisany w tagu.

## ID3v2
Następcą standardu ID3v1 jest ID3v2 oferujący dużo większe możliwości. Tag zapisany jest w postaci paczek danych zwanych ramkami. Ramki mogą przechowywać każdy rodzaj informacji taki jak: tytuł, album, strona internetowa, słowa utworu, zdjęcie okładki oraz wiele innych. Każda z ramek może osiągać wielkość do 16 MB, a cały tag nie może przekroczyć 256 MB. Tag ID3v2 jest zapisywany na początku pliku, co umożliwia przechowywanie w jedynym pliku obu standardów: ID3v1 na końcu oraz ID3v2 na początku pliku. Dodatkową zaletą jest możliwość stosowania standardów kodowania tekstu jak UTF8, UTF16, co pozwala na zapisywanie meta opisu w dowolnym języku.
Istnieje kilka wersji standardu ID3v2. Najpopularniejszą z nich jest ID3v2.3. Wprawdzie później powstała jeszcze wersja ID3v2.4, jednak jest ona znacznie mniej rozpowszechniona od poprzedniej – do dziś nie obsługują jej tak popularne aplikacje, jak choćby Eksplorator Windows czy Windows Media Player.